# قائمة زملاء الجمعية الملكية المنتخبين في 1713
هذه الصفحة تعرض قائمة زملاء الجمعية الملكية المُنتخبين لعام 1713.

## الزملاء
- كوتن ميذر
- George Tollet [الإنجليزية]‏
- John Colson [الإنجليزية]‏
- فرانشيسكو بيانشيني
- John Poulett, 1st Earl Poulett [الإنجليزية]‏
- Charles Oliphant [الإنجليزية]‏
- Iver Rosenkrantz [الإنجليزية]‏